# Spiraeanthemum samoense
Spiraeanthemum samoense är en tvåhjärtbladig växtart som beskrevs av Asa Gray. Spiraeanthemum samoense ingår i släktet Spiraeanthemum och familjen Cunoniaceae. Inga underarter finns listade i Catalogue of Life.